# فریزر میلنر کاسگرین
فریزر میلنر کاسگرین (انگلیسی: Fraser Milner Casgrain) شرکت خدمات حقوقی کانادایی است، که در سال ۱۸۳۹ تأسیس شد.